# Aztec Ruins National Monument

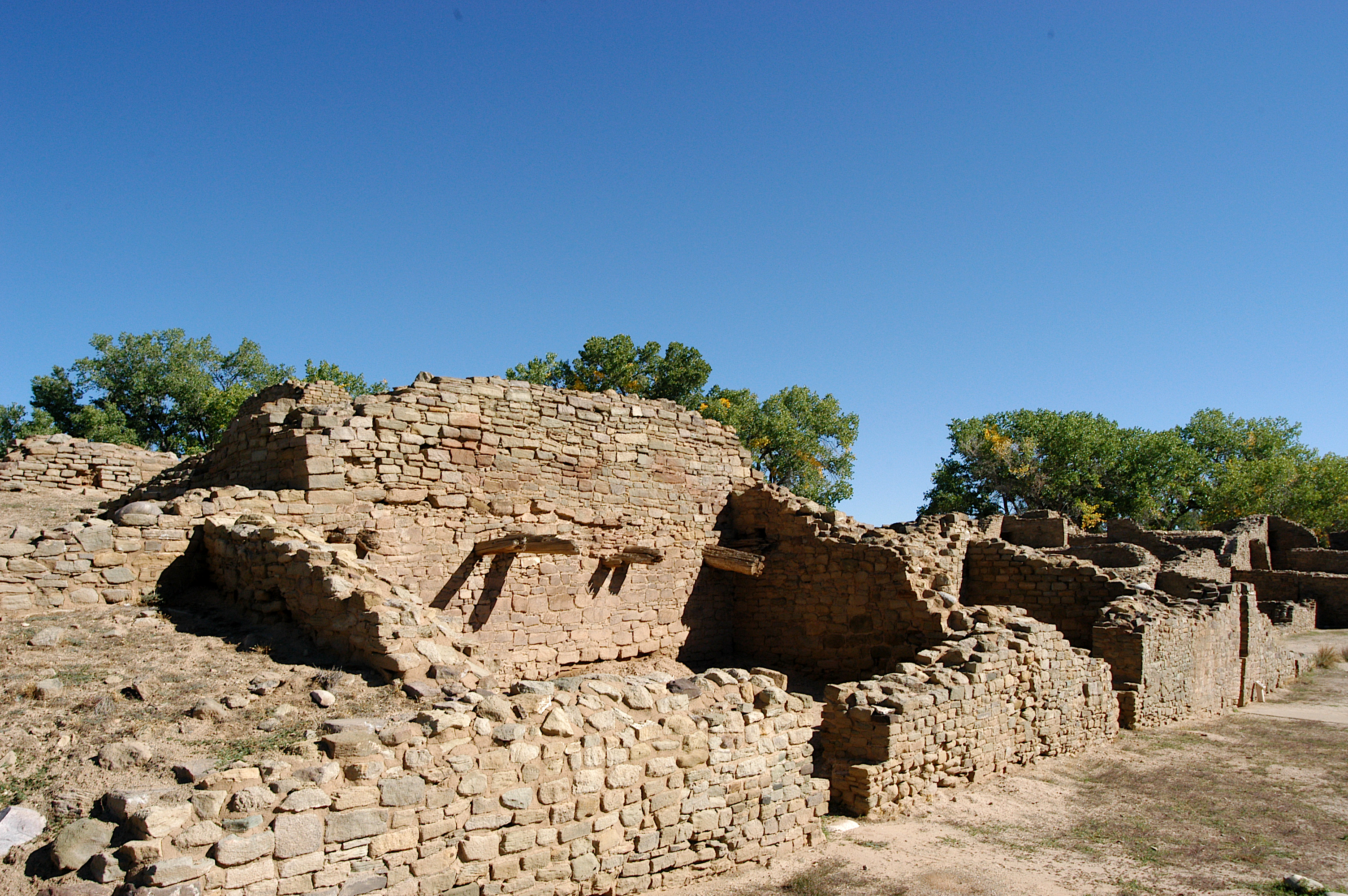
Ruiny od strony zachodniej

Aztec Ruins National Monument (Narodowy Pomnik Ruin Azteckich) – narodowy pomnik Stanów Zjednoczonych położony w hrabstwie San Juan na północnym zachodzie stanu Nowy Meksyk, w pobliżu miasta Aztec. Nazwa pomnika jest nieco myląca, ponieważ w rzeczywistości miasto zostało zbudowane przez Indian z kultury Pueblo. Ruiny są datowane na XI–XIII wiek.

## Historia
- 24 stycznia 1923 – region ten ogłoszono pomnikiem narodowym. Zarządzany przez National Park Service.
- 15 października 1966 – wpisanie do rejestru National Register of Historic Places.
- 8 grudnia 1987 – umieszczenie na liście światowego dziedzictwa UNESCO, jako część Historycznego Parku Narodowego kultury Chaco[2].